# Vörå-Maxmo
Vörå-Maxmo (Zweeds: Vöyri-Maksamaa) is een voormalige gemeente in het Finse provincie West-Finland en in de Finse landschap Österbotten. De gemeente had in 2010 een oppervlakte van 1222,94 km² en 4498 inwoners waarvan de meeste Zweeds spreken (84,6%).
In 2007 is de gemeente ontstaan uit de gemeenten Vörå en Maxmo, vier jaar later in 2011 is de gemeente gefuseerd met Oravais, waardoor de gemeente Vörå gevormd werd.
Vörå-Maxmo gebruikte het wapen van de voormalige gemeente Maxmo, na de fusie met Oravais gebruikt de huidige gemeente Vörå het wapen.
Isokyrö · Jakobstad · Kaskinen · Korsholm · Korsnäs · Kristinestad · Kronoby · Laihia · Larsmo · Malax · Närpes · Nykarleby · Pedersöre · Vaasa · Vörå
Voormalige gemeenten:
Bergö · Björköby · Esse · Jeppo · Kvevlax · Lappfjärd · Maxmo · Munsala · Nederfetil · Nykarleby landskommun · Oravais · Övermark · Petalax · Pörtom · Purmo · Replot · Sideby · Terjärv · Tjöck · Vähäkyro · Vörå · Vörå-Maxmo